# Badruddin Shaikh
Badruddin Shaikh (13 de septiembre de 1952 - 26 de abril de 2020) fue uno de los principales líderes del Congreso Nacional Indio. Fue líder del partido de oposición de la Corporación Municipal de Ahmedabad. Murió de infección por coronavirus (COVID-19) el 26 de abril de 2020.

## Infancia y juventud
Se graduació en la escuela Bhakt Vallabh Dhoda Vidya Vihar Ahmedabad y en HK Arts College y se graduó en LA Shah Law College.  Fue empleado en LG Electronics India Pvt Ltd. 

## Cargos desempeñados
- Líder del partido de oposición (2010-2020) Ahmedabad Municipal Corporation
- Presidente del Comité Permanente (2000–2003) Corporación Municipal de Ahmedabad
- Portavoz - Comité del Congreso de Gujarat Pradesh
- Secretario General- Congreso de la Juventud de Gujarat Pradesh (1985 a 1990)
- Consejero municipal (1995–2000)
- Concejal Municipal (2000–2005)
- Concejal Municipal (2010-2015)

Trabajó como miembro en: 
- Comité Permanente
- Comité de urbanismo
- Comité legal
- Junta de gestión del hospital VS

También ocupó cargos de: 
1. Vicepresidente, Comité Khawaja Saheb Dargah - Ajmer Shrif (nombrado por el Departamento de Asuntos de las Minorías Gobierno Central)
2. Miembro del Senado, Universidad de Gujarat (1979–1980)
3. Miembro del sindicato, Universidad de Gujarat (1990–1993)
4. Presidente de Minority Cell - GPCC (1992–1995)
5. Secretario general, NSUI (Gujarat) (1984–1986)
6. Presidente de Ahmedabad Muslim Graduate Association (desde 2002)
7. Miembro de la delegación india en el 12º Festival Mundial en Rusia (1985)
8. Miembro, Delegación del Primer Ministro Haj (2005)
9. Presidente, musulmán Khuza Faros Jamat - Gujarat